# Berlin Ostbahnhof
Berlin Ostbahnhof er en af de større banegårde i Berlin, Tyskland. Den er beliggende i Friedrichshain i Østberlin, der nu er en del af bydelen Friedrichshain-Kreuzberg. Ostbahnhof har skiftet navn flere gange end nogen anden berlinsk jernbanestation. Den var kendt som Berlin Hauptbahnhof fra 1987 til 1998, men blev som sådan erstattet af Berlins nye hovedbanegård i 2006. Berlin Ostbahnhof var sammen med Berlin Zoologischer Garten to af byens primære stationer, men har siden 2006 været af mindre betydning. 
Stationen har 11 spor, hvoraf de 5 bruges til fjerntog, 4 til S-Bahn og 2 til gennemkørende tog.

## Historie
Banegården indviedes i 1842 som Frankfurter Bahnhof, der var endestation for den 100 km lange jernbane til Frankfurt an der Oder. Den første stationsbygning var placeret en smule nord for den nuværende. Den skiftede navn til Niederschlesisch-Märkischer Bahnhof i 1845 efter en jernbanefusion. Da den preussiske stat overtog jernbanedriften i 1852, blev stationen omdøbt til Schlesischer Bahnhof. Den blev genopbygget på dens nuværende placering i 1882, da byggeriet af Berlins S-Bahn begyndte. Ostbahnhof har aldrig haft en forbindelse til Berlins U-Bahn, ligesom det heller ikke har været planlagt.
Ostbahnhof blev ødelagt under 2. verdenskrig og blev efterfølgende genopført af det østtyske jernbaneselskab Deutsche Reichsbahn. Ved den lejlighed ændredes dens navn til Berlin Ostbahnhof. I det delte Berlin udgjorde Ostbahnhof sammen med Berlin-Lichtenberg to af de vigtige jernbanestationer i Østberlin. Berlinmuren lå 200 m fra stationen, hvor East Side Gallery ligger i dag. I 1987 blev bygningen fra efterkrigsårene revet ned og stationen blev genopbygget under navnet Berlin Hauptbahnhof. Der var planer om at bygge et hotel og et stort modtagelsesområde for besøgende fra Østblokken, men det byggeri blev aldrig færdigt, og efter Tysklands genforening i 1990 blev det halvfærdige hotel revet ned. Navnet Hauptbahnhof beholdt stationen frem til 1998. Stationen blev atter nedrevet og genopbygget i 2002.
Mod sydøst lå godsbanegården Ostgüterbahnhof, der blev revet ned i 2003. Den tidligere Postbahnhof ligger syd for banegården. Den tidligere stationshal anvendes til udstillinger og koncerter.
Stationen er stadig en af de vigtige i det østlige Berlin, men efter åbningen af den nye hovedbanegård stopper mange tog her i stedet for på Ostbahnhof. 